# 4225 Hobart
4225 Hobart è un asteroide della fascia principale. Scoperto nel 1989, presenta un'orbita caratterizzata da un semiasse maggiore pari a 2,2413439 UA e da un'eccentricità di 0,1071872, inclinata di 3,48328° rispetto all'eclittica.
L'asteroide è dedicato all'astrofilo statunitense Joseph R. Hobart.